# 김이환 (소설가)
김이환(1978년 ~ )은 대한민국의 판타지 소설 작가 겸 독립영화 저술가이다. 경희대학교 경제학과를 졸업한 후 본격적으로 글쓰기를 시작, 판타지 문학상에 응모한 《에비터젠의 유령》을 출간하며 데뷔했다. 일상적이거나 동화적인 소재를 사용하여 현실과 환상을 절묘하게 엮는 데 탁월한 감각을 갖고 있다.
2009년 위즈덤하우스, 쇼박스, SBS가 공동 주최한 장편소설 공모전 '제1회 멀티 문학상'에서 《절망의 구》로 대상을 수상했다. 2010년 단편 〈너의 변신〉으로 제2회 젊은작가상 우수상을 수상했다. 판타지, SF, 동화 등 좋아하는 모든 장르를 아우르는 글을 쓰는 것을 목표로 활동 중이다.
인터넷에서는 배우 콜린 패럴에게서 따온 필명 콜린, colin으로도 활동하며 계간지 《독립영화》 및 각종 영화제 팸플릿을 통하여 독립 영화 리뷰를 다수 발표하기도 했다.

## 작품

### 중·단편 소설
- 〈착한 농부와 비둘기 공주〉

제3회 황금드래곤문학상 응모작. 제1회 인터넷 라디오 드라마 공모전 우수상 수상.
- 〈나의 리모콘, 너의 피노키오〉
- 〈천재 소설가의 가난한 저녁식사〉
- 〈문근영 대통령〉 - 2004년 11월, 환상문학웹진 거울 18호
- 〈스타벅스 기행문〉 - 2004년 12월, 환상문학웹진 거울 19호
- 〈마르셀 뒤샹은 왜 재채기를 하지 않는가〉 - 2005년 1월, 환상문학웹진 거울 20호
- 〈천사가 지나갔어〉 - 2005년 2월, 환상문학웹진 거울 21호
- 〈껍데기〉 - 2005년 3월, 환상문학웹진 거울 22호
- 〈버지니아 울프 가라사대〉 - 2005년 6월, 환상문학웹진 거울 25호
- 〈변신!〉 - 2005년 11월, 환상문학웹진 거울 30호
- 〈커피 잔을 들고 재채기〉 - 2006년 1월, 환상문학웹진 거울 32호
- 〈종이 바깥의 영화〉 - 2006년 6월, 환상문학웹진 거울 37호
- 〈소년〉 - 2008년 8월, 환상문학웹진 거울 63호
- 〈01001한 로봇 친구들〉 - 2008년 9월, 환상문학웹진 거울 64호 / 2009년 11월, 문장 글틴[깨진 링크(과거 내용 찾기)]
- 〈소년의 하루〉 - 2009년 1월, 환상문학웹진 거울 68호
- 〈너의 변신〉 - 2010년 11월, 《문학동네》 2010년 겨울호(통권 65호)

제2회 젊은작가상 우수상 수상작.
한국국제교류재단 계간지 《Koreana》 2014년 겨울호에 영어번역본 〈Your Metamorphosis〉 게재.
- 〈검은 구〉 - 2012년 10월, 환상문학웹진 거울 112호[3]
- 〈섹스 없는 포르노〉 - 2013년 3월, 《현대문학》 2013년 3월호
- 〈괴물 같은 건 없어〉 - 2013년 5월, 환상문학웹진 거울 119호
- 〈모든 것의 이론〉 - 2013년 9월, 《한국문학》 2013년 가을호

블로그에 발표한 〈모든 것이 아름답고 아무도 상처받지 않았다〉의 개작 버전.
- 〈시리와 함께한 화요일[깨진 링크(과거 내용 찾기)]〉 - 2014년 6월, 웹진 크로스로드
- 〈초인은 지금〉 - 2014년 12월, SF무크지 《원더랜드》

### 공동 작품집

#### 일반 단행본
- 《한국 환상 문학 단편선》- 2008년 7월, 황금가지. ISBN 9788960172555
  - 〈미소녀 대통령〉[4]
- 《한국 환상문학 단편선 2》- 2009년 8월, 시작. ISBN 9788901098661
  - 〈버지니아 울프는 없었다〉[5]
- 《커피 잔을 들고 재채기》- 2009년 9월, 황금가지. ISBN 9788960172739
  - 〈커피 잔을 들고 재채기〉
- 《꿈을 걷다 2010》- 2010년 3월, 노블레스 클럽, ISBN 9788925714288
  - 〈개학 날〉
- 《2011 제2회 젊은 작가상 수상 작품집》 - 2011년 4월, 문학동네, ISBN 9788954614658
  - 〈너의 변신〉
- 《이웃집 슈퍼히어로》 - 2015년 3월, 황금가지. ISBN 9788960175501
  - 〈초인은 지금〉

#### 웹진 거울 단편선
- 2006 환상문학웹진 거울 중단편선 《변신!》 - 2006년 11월, 웹진 거울
  - 〈변신!〉
- 2007 환상문학웹진 거울 중단편선 《비몽사몽》 - 2007년 11월, 웹진 거울
  - 〈종이 바깥의 영화〉
- 2009 환상문학웹진 거울 중단편선 《잃어버린 시간의 연대기》 - 2009년 12월, 웹진 거울
  - 〈01001한 로봇 친구들〉
- 2013 환상문학웹진 거울 중단편선 《여행가》 - 2013년 12월, 웹진 거울
  - 〈괴물 같은 건 없어〉

### 장편소설
- 《에비터젠의 유령》- 2004년 8월, 북하우스. ISBN 9788956050980

제5회 한국 판타지 문학상 결선 심사 진출.
- 《정크》 - 2006년 6월~10월, 장르문학 사이트 문피아 연재.[6] 단행본 미출간.
- 《양말 줍는 소년 1,2,3》- 2007년 12월, 황금가지.
  - 제1권 ISBN 9788960172517
  - 제2권 ISBN 9788960172524
  - 제3권 ISBN 9788960172531

장르문학 사이트 문피아에서 온라인 연재한 뒤 종이책 출간. 당시 황금가지에서 근 3~4년만에 펴낸 국내작가의 작품으로 화제를 모았다.
- 《오후 다섯시의 외계인》- 2008년 12월, 노블레스 클럽. ISBN 9788925707570

2012년 8월에 전자책 출간.
- 《절망의 구》- 2009년 8월, 예담. ISBN 9788959133987

2009년 제1회 멀티문학상 수상작. 2010년 5월에 전자책 출간.
2009년 9월 23일 오후 5시 한국정책방송의 《KTV 북카페》에서 소개되었다. 작품 내용, 작가 인터뷰, 독자들의 감상 등으로 구성.
- 《집으로 돌아가는 길》- 2010년 2월, 이타카. ISBN 9788926770030

포털 사이트 다음에서 온라인 연재한 뒤 종이책 출간.
- 《뱀파이어 나이트》- 2010년 11월, 노블레스 클럽. ISBN 9788925717777

2012년 8월에 전자책 출간.
- 《귀여우니까 괜찮아》- 2011년 4월, 이타카. ISBN 9788926770191
- 《동네전쟁》 - 2011년 8월, 푸른여름. ISBN 9788994655154(기획/ 식스센스)

영상콘텐츠 제작을 염두에 두고 기획된 소설로, "한국에서 미국 드라마형 스토리텔링을 구축해보자"는 취지로 탄생한 프로젝트 팀 '식스센스'가 공동으로 참여했다. 식스센스는 영화감독 4인(김성수, 추창민, 황병국, 조동오)과 드라마 프로듀서 1인(김태원)으로 구성되었으며, 작가와 함께 오리지널 스토리 기획, 스토리텔링 구성 진행, 캐릭터 설정 및 인물 갈등에 대한 의견 조율, 소설 속 배경 답사 등의 작업을 수행했다.
- 《오픈》 - 2013년 1월, 폴라북스. ISBN 9788993094824

2013년 1월에 전자책 출간.
- 《디저트 월드》 - 2014년 8월, 문학과지성사, ISBN 9788932026497

문학과지성사 홈페이지에 온라인 연재한 뒤 종이책 출간.
- 《북극곰 일기》 - 2014년 10월, 리디북스(전자책으로만 출간)

### 영화 리뷰
- 〈2003년 그리고 2010년, 한국사회를 관통하는 거대한 질문〉 - 2010년 3월, 《프레시안》
- 〈SF 가는 길 보관됨 2015-01-28 - 웨이백 머신〉 - 2014년 6월, 한국영화 데이터베이스

### 에세이
- 〈서울에 눈이 내렸다 : 스노 롤러〉 - 《얼루어》 2012년 1월호
- 〈앵무새가 있던 카페〉 - 《어반라이크》 2013년 4월호
- 〈눈이 쏟아지는 책, 그리고 영화 : 설국열차[깨진 링크(과거 내용 찾기)]〉 - 《얼루어》 2014년 12월호

### 라디오 드라마
- 《비둘기 공주의 비밀》 - 2006년 4월, 오디언[11]

〈착한 농부와 비둘기 공주〉를 각색한 작품. 전 3부 구성. (연출/ 한주연. 극본/ 박정민. 출연/ 박종희, 유경선, 전윤경.)

## 참고 문헌
- 박애진, 〈작가 소개 : 김이환〉, SF무크지 《미래경》 Vol.1, 8~15쪽, 2009년 7월, SF&판타지도서관.
- 〈작가와의 만남 : 김이환〉, SF무크지 《미래경》 Vol.2, 336~357쪽, 2010년 8월, SF&판타지도서관.

2009년 10월 17일에 SF&판타지도서관에서 개최된 작가 좌담회 녹취록.